# Stack It Up
Stack It Up è un singolo del cantante britannico Liam Payne, pubblicato il 18 settembre 2019 come sesto estratto dal primo album in studio LP1.

## Pubblicazione
Il 10 settembre 2019 Payne ha rivelato attraverso il suo profilo Twitter la data d'uscita e la copertina del brano.

## Descrizione
Prima traccia dell'album, Stack It Up, che vede la partecipazione del rapper statunitense A Boogie wit da Hoodie, è stata descritta come una canzone R&B, hip hop e pop.

## Video musicale
Il video musicale è stato reso disponibile il 18 settembre 2019, in concomitanza con l'uscita del brano.

## Tracce
Testi e musiche di Steve Mac, Fred Gibson, Ed Sheeran e Julius Dubose.
Download digitale
1. Stack It Up (feat. A Boogie wit da Hoodie) – 2:46

Download digitale
1. Stack It Up (Acoustic) – 2:42

## Formazione
Musicisti
- Liam Payne – voce
- A Boogie wit da Hoodie – voce aggiuntiva
- Ed Sheeran – cori
- Fred – chitarra, basso, pianoforte, batteria, tastiera, programmazione
- Steve Mac – tastiera
- Chris Laws – programmazione

Produzione
- Steve Mac – produzione
- Fred – produzione
- Dan Pursey – ingegneria del suono
- Chris Laws – ingegneria del suono
- Phil Tan – missaggio
- Bill Zimmerman – assistenza al missaggio, missaggio aggiuntivo
- Randy Merrill – mastering

## Classifiche
| Classifica (2019-20) | Posizione massima |
| -------------------- | ----------------- |
| Belgio (Fiandre)     | 67                |
| Belgio (Vallonia)    | 57                |
| Corea del Sud        | 150               |
| Croazia              | 38                |
| Regno Unito          | 84                |
| Romania              | 67                |
| Russia               | 105               |
| Slovenia             | 22                |